# Shirley Cawley
Shirley Cawley (* 26. April 1932 in London) ist eine ehemalige britische Weitspringerin.
1952 wurde sie britische Meisterin. Im selben Jahr gewann sie bei den Olympischen Spielen 1952 in Helsinki mit ihrer persönlichen Bestleistung von 5,92 m die Bronzemedaille hinter der Neuseeländerin Yvette Williams (6,24 m) und der sowjetischen Sportlerin Alexandra Tschudina (6,14 m).
1954 wurde sie Siebte bei den Leichtathletik-Europameisterschaften in Bern.